# 시티그룹 센터 (시드니)
시티그룹 센터(Citigroup Centre)는 시드니에 위치한 마천루이다.

## 같이 보기
- 오스트레일리아의 마천루 목록